# Frygisch (taal)
Het Frygisch is een schaars overgeleverde taal uit Klein-Azië, waar de voornaamste vindplaats Gordium is. Het is bekend uit glossen, eigennamen en inscripties en behoorde tot de Indo-Europese talen, waardoor het vermoedelijk nauw verwant is aan het Armeens en het Grieks. Een belangrijke antieke bron is Hesychius, wiens glossen geattesteerd zijn in Frygische opschriften.
We onderscheiden drie subcorpora:
- Oudfrygisch (8e – 4e eeuw v.Chr.)
- Middenfrygisch (vanaf eind 4e eeuw v.Chr.)
- Nieuwfrygisch (1e eeuw n.Chr. – 3e eeuw; attestaties enkel teruggevonden in het westen van Frygië)

Omwille van het grotere aantal attestaties en het verschil in schriftsysteem is het onderscheid tussen de subcorpora voor het Oudfrygisch en Nieuwfrygisch van groter belang. Slechts één opschrift kan met zekerheid als Middenfrygisch worden bestempeld, aangezien andere gevallen meer twijfelachtig zijn; dat ene opschrift is echter wel de oudste attestatie van Frygisch in het Grieks alfabet.
Nadien is het Frygisch verdrongen door het Grieks.

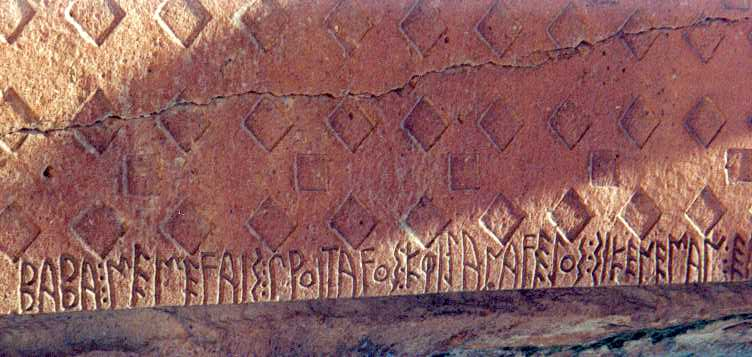
Inscriptie, ΒΑΒΑ: ΜΕΜΕϜΑΙΣ: ΠΡΟΙΤΑϜΟΣ: ΚΦΙJΑΝΑϜΕJΟΣ: ΣΙΚΕΝΕΜΑΝ: ΕΔΑΕΣ ("Baba Memevais de proitavos, de kϙiyanaveyos, maakte deze nis"), gedateerd na 575-550 v.Chr.